# Andai Katalin
Andai Katalin (Budapest, 1948. május 1. –) magyar színésznő.

## Életpályája
Főiskolai tanulmányait a Színház- és Filmművészeti Főiskolán végezte 1967–1971 között Ádám Ottó osztályában. 1971–1975 között a kaposvári Csiky Gergely Színház színésze volt. 1975–1980 között a szolnoki Szigligeti Színházban dolgozott. 1980–1994 között az Arany János Színháznál volt. 1994-ben a Tivoli Színház tagja volt. 2002–2003-ban a Soproni Petőfi Színház tagja, 2004–2008 között a Nemzeti Színház színésznője volt. 2010–2017 között a Fészek Színház tagja volt. A Keleti István Művészeti Szakközépiskola tanára.

## Színházi szerepei

### Andai Katiként
- Szomory Dezső: Hermelin....Virágüzleti lány
- Thornton Wilder: A hosszú karácsonyi ebéd....Lucia
- Hubay Miklós: Ők tudják, mi a szerelem....Loulou
- Bródy Sándor: A medikus....Riza
- Gribojedov: Az ész bajjal jár....Hrjumin grófnő
- William Shakespeare: Othello....Emilia
- Eduardo De Filippo: Filumena házassága....Diana
- Bertolt Brecht: Koldusopera....Lucy
- Giraudoux: Trójában nem lesz háború....Heléna
- Weöres Sándor: Szent György és a sárkány....Isabel hercegnő
- Szép Ernő: Patika....Dáma
- Molière: Tartuffe....Marianne
- Valentyin Petrovics Katajev: A műveltség netovábbja....Agnyessza
- Bertolt Brecht: Kurázsi mama....Yvette Pottier
- William Shakespeare: Ahogy tetszik....Célia
- Barta Lajos: Szerelem....Böske
- Anton Pavlovics Csehov: Három nővér....Irina
- Molière: Úrhatnám polgár....Luci; Nicole
- Presser Gábor: Képzelt riport egy amerikai popfesztiválról....Marianne
- Sarkadi Imre: Elveszett paradicsom....Mira
- Nyikolaj Vasziljevics Gogol: A revizor....Marja
- Örkény István: Kulcskeresők....Katinka
- Labiche: Olasz szalmakalap....Hélène
- Harold Pinter: Régi idők....szereplő
- Csokonai Vitéz Mihály: Az özvegy Karnyóné s két szeleburdiak....Boris
- Bornemisza Péter: Elektra....Chrysothemis
- Federico García Lorca: Bernarda Alba háza....Amelia
- Carlo Collodi: Pinokkio....Pillangó
- MacDermot: Veronai fiúk....Júlia
- Mihail Afanaszjevics Bulgakov: Álszentek összeesküvése....Armande Béjart de Molière
- Carlo Goldoni: Karnevál-végi éjszaka....Elenetta asszony
- Páskándi Géza: Távollevők....Első háremhölgy
- Bertolt Brecht: Matti Puntila úr és szolgája....A patikus kisasszony
- Makszim Gorkij: A nap gyermekei....Fima
- Hans Christian Andersen – Keleti István: Pacsuli palota....Csipke Csilla
- Makszim Gorkij: A hamis pénz....Klavgyija
- Horgas Béla: Ciki, te boszorkány....Eszter
- Jevgenyij Lvovics Svarc: A csodálatos jávorfák....Iván
- Batta György: Töklámpás....Guba
- Heltai Jenő: Szépek szépe....Manci
- Jékely Zoltán: Mátyás király juhásza....Kunigunda
- Képes Géza: Mese a halászlányról....Klára; Királyné
- Molière: Scapin furfangjai....Jácint
- Turián György: A varázsköpeny titka....Leány
- William Shakespeare: A két veronai nemes....Szilvia
- Erich Kästner: Emil és a detektívek....Anya
- Török Sándor – Keleti István: Csilicsala csodái....Gyuszi anyja; Seherezádé; Királyné
- Gabnai Katalin: A mindentlátó királylány....Holló
- Jevgenyij Lvovics Svarc: Hókirálynő....Hókirálynő; Király; Gerda
- Kisfaludy Károly: A kérők....Margit
- Aiszkhülosz – Euripidész – Szophoklész: Test-vér-harc....Iokaszté
- Csukás István: Ágacska....Pösze Egér
- Blok: Komédiásdi....
- Federico García Lorca: Don Perlimplin szerelme Belisával a kertben....
- Neil Dunn: Gőzben....Nancy
- Mihail Afanaszjevics Bulgakov: A Mester és Margarita....Ápolónő/Nővér
- Grimm fivérek – Keleti István: Az ördög három hajszála....1. asszony; Ilonka anyja
- Gombrowicz: Yvonne, burgundi hercegnő....Udvarhölgy
- Szabó Magda: Régimódi történet....Aloysia nővér
- Aiszkhülosz: Elektra (Áldozatvivők)....Klütaimnésztra
- Guareschi: Don Camillo....
- George Bernard Shaw: Az ördög cimborája....Dodgeonné
- Kosztolányi Dezső: Aranysárkány....Flóra néni
- Csiky Gergely: Buborékok....Relli
- Bíró Lajos: Sárga liliom....Sissy
- Heinrich von Kleist: Pentheszileia....Diana főpapnője
- Nikolai Erdman: Az öngyilkos....Korosodó asszony
- Jean Racine: Andromaché....Kleona
- Thomas Mann: Mario és a varázsló....Idős hölgy
- Ödön von Horváth: Mesél a bécsi erdő....Helén
- Hamvai Kornél: Vesztegzár a Grand Hotelben....Geraldine Virginia hercegnő
- Erdős Virág: Mara halála....Anya
- Cziczó Attila: Gyenge vagyok....Martina
- Cziczó Attila: TI [Terra Incognita]....Rossz
- Cziczó Attila: nem/más....Mamma
- Cziczó Attila: Romantika....Gizanyanya
- Cziczó Attila: Halhatatlan....Elvira
- Cziczó Attila: Tájbrék....Izabella/Alexandrine/Apa
- Cziczó Attila: Iza és Krisztián....Iza
- Cziczó Attila: Weekend....Ditke
- Cziczó Attila: Édes Dezső!....Ilona
- Cziczó Attila: Fém....Mama/Pszichológus
- Cziczó Attila: Annuska2.0....Anna

### Andai Katalinként
- Brecht: A kivétel erősíti a szabályt....A kuli felesége
- Brecht: Aki igent mond és aki nemet mond....Anya

## Filmjei

### Játékfilmek
- Szerelmesfilm (1970)
- Tűzoltó utca 25. (1973)
- Vörös requiem (1976)
- Állvamaradás (2002)
- Nincs mese (2004)
- Mögött (2006)
- Budakeszi srácok (2006)
- Intim fejlövés (2009)
- Most van most (2019)
- Valami madarak (2023)
- Telefon-saudade (2023)

### Tévéfilmek
- Budai Nagy Antal (1971)
- Mákvirágok (1973)
- 12 egy tucat (1973)
- Illetlenek (1974)
- A medikus (1974)
- Hungária Kávéház 1–6. (1976-tévésorozat)
- Volt egyszer egy színház (1977)
- Tűzvonalban (2008)
- Barátok közt (2008)
- Hajónapló (2009)
- A kőmajmok háza (2014)
- Fapad (2015)
- Holnap Tali! (2016)
- Tóth János (2017, 2019)
- Csak színház és más semmi (2019)
- Mintaapák (2020)
- Marsra magyar! (2023)
- …a szomszéd tehene (2024)
- BigBakShow (2025)

## Szinkronszerepei
- Dallas Sly Lovegren Deborah Rennard
- Vízipók-csodapók
- Vízipók-csodapók (moziváltozat)
- Miért éppen Alaszka? Marilyn Whirlwind - Elaine Miles
- A házasság buktatói: Necmiye Karadağ - Süreyya Kilimci
- Vészhelyzet: Dr. Kerry Weaver - Laura Innes
- Az elnök emberei: Dolores Landingham - Kathryn Joosten
- Végképp eltörölni: Claire Isaacs - Roma Maffia